# Il grano è verde (film 1979)
Il grano è verde (The Corn Is Green) è un film televisivo del 1979 diretto da George Cukor. 

## Trama
Lilly Moffat, un'insegnante fortemente convinta dell'importanza della formazione scolastica nella crescita dei ragazzi, viene assegnata alla piccola scuola di una comunità rurale della provincia gallese. Gli abitanti si mostrano subito diffidenti nei confronti delle sue idee progressiste, ma lei farà di tutto per farsi accettare, spinta dalle straordinarie capacità di apprendimento di un suo alunno, nel quale crede di aver trovato un piccolo genio.

## Colonna sonora
Le musiche del film sono state composte da John Barry.

## Riconoscimenti
Ha ricevuto nel 1979 una candidatura al Premio Emmy per la miglior attrice protagonista.